# Малая Цильна (Ульяновская область)
Малая Цильна — село в составе Мокробугурнинского сельского поселения Цильнинского района Ульяновской области. 

## География
Находится на берегу реки Бугурна на расстоянии примерно 15 километров на север по прямой от районного центра села Большое Нагаткино. 

## История
Основано в начале XX века. В 1990-е годы отделение ТОО “Рассвет”.  

## Население
Население составляло 121 человек в 2002 году (татары 98%), 101 по переписи 2010 года.